# Ивичест смок
Ивичестият смок (Elaphe quatuorlineata), наричан също кощерица, е вид змия от семейство Смокообразни (Colubridae). Наподобява вида пъстър смок (E. sauromates), с който понякога са класифицирани като подвидове на един вид. На дължина достига до 2 метра.

## Разпространение
Ивичестият смок се среща в Италия, западното крайбрежие на Балканския полуостров и Македония, включително в България в долината на Струма до Кресненския пролом на север. Предпочита гористи местности.

## Начин на живот и хранене
Активен е през деня, като прекарва голяма част от времето по дърветата. Основната му храна са (птиците и техните яйца. Храни се също с гризачи, малки на зайцевидни и дори дребни костенурки.